# Marguerite Perey
Marguerite Catherine Perey (19. října 1909 Villemomble – 13. května 1975 Louveciennes) byla francouzská fyzička a studentka Marie Curie. V roce 1939 purifikováním vzorků lanthanu, které obsahovaly aktinium, objevila prvek francium. V roce 1962 se stala první ženou, která byla zvolena do Francouzské akademie věd – pocta, jenž byla její mentorce Marii Curie odepřena.

## Mládí
Perey se narodila v roce 1909 ve francouzském Villemomble – kousek od Paříže, kde se nachází Institut Curie. Ačkoliv doufala, že bude studovat medicínu, smrt otce její rodině způsobila finanční problémy.
V roce 1929 Perey vystudovala chemii na Technical School of Women's Education v Paříži. Ačkoliv tím nezískala „titul“, kvalifikovalo ji toto vzdělání k práci chemické laborantky. Ten samý rok, ve věku 19 let, se ucházela o místo osobní asistentky (laborantky) Marie Curie v Institutu Curie a byla přijata.

## Začátek kariéry
Pod vedením Marie Curie se Perey v Institutu Curie naučila izolovat a purifikovat radioaktivní prvky. Zaměřila se především na aktinium. Perey se nejprve věnovala oddělování aktinia od dalších složek uranové rudy, aby jej pak Curie mohla použít pro svůj výzkum rozpadu tohoto prvku. Curie zemřela na aplastickou anémii pouze pět let poté, co s ní Perey začala spolupracovat. Perey však dále pokračovala ve výzkumu aktinia a byla povýšena na radiochemičku.

## Objevení francia
V roce 1935 Perey četla článek amerických vědců, ve kterém tvrdili, že objevili typ radiace nazývaný beta částice, který byl vyzařovaný aktiniem. Byla však skeptická, protože udávaná energie beta částic neodpovídala tomu, že by se jednalo o aktinium. Rozhodla se to tedy vyzkoumat sama, s hypotézou, že se aktinium rozkládá na další prvek (dceřiný atom) a pozorované beta částice pocházely ve skutečnosti z dceřiného atomu. Tuto hypotézu velmi rychle potvrdila izolováním extrémně čistého aktinia a zkoumáním jeho radiace. Zaznamenala malé množství alfa záření, typ radiace obnášející ztrátu protonů a tudíž změnu identity atomu. Ztráta alfa částice (skládající se ze dvou protonů a dvou neutronů) přeměnila aktinium (prvek 89, s 89 protony) na uvažovaný, ale neobjevený prvek 87.
Tento Pereyin objev francia byl odprezentován ve Francouzské akademii věd 9. ledna 1939 Jeanem Baptistem Perrinem, protože Perey byla v té době pouze laborantkou a neměla akademický titul. Perey svůj objevený prvek pojmenovala po své rodné zemi a byl zařazen mezi další alkalické kovy do první skupiny periodické tabulky. Francium je nejvzácnější prvek – v zemské kůře je jej obsaženo přibližně jen 550g – a je zároveň posledním objeveným přírodně se vyskytujícím prvkem.

## Pozdější kariéra
Perey získala grant ke studiu na Pařížské univerzitě – Sorbonně. Nejprve musela získat bakalářské vzdělání a poté pokračovala v doktorském studiu. Doktorát z fyziky získala v roce 1946. Poté se vrátila zpět do Institutu Curie, kde působila až do roku 1949 jako vedoucí vědecká pracovnice.
V roce 1949 se stala vedoucí katedry jaderné fyziky na Štrasburské univerzitě, kde pokračovala ve svém výzkumu francia.
Za výzkum francia byla pětkrát nominována na Nobelovu cenu, ale nikdy ji nezískala.